# Hickmanolobus ibisca
Espèce
Hickmanolobus ibisca est une espèce d'araignées aranéomorphes de la famille des Orsolobidae.

## Distribution
Cette espèce est endémique d'Australie. Elle se rencontre dans le Sud-Est du Queensland dans le parc national de Lamington et dans le Nord-Est de la Nouvelle-Galles du Sud dans la forêt d'État de Cherry Tree North.

## Description
Le mâle holotype mesure 1,42 mm et la femelle paratype 1,72 mm.

## Étymologie
Cette espèce est nommée en référence au Ibisca Queensland.

## Publication originale
- Baehr & Smith, 2008 : Three new species of the Australian orsolobid genus Hickmanolobus (Araneae: Orsolobidae). Records of the Western Australian Museum, vol. 24, no 4, p. 325-336 (texte intégral).